# Billy Thomson
Pour les articles homonymes, voir Thomson.
Billy Thomson, né le 10 février 1958, à Linwood en Écosse et mort le 6 février 2023, est un footballeur écossais. Il jouait au poste de gardien de but.
Il totalise sept sélections en équipe d'Écosse.
De 2007 à 2023 il est l'entraîneur des gardiens de buts du Kilmarnock FC.

## Carrière

### En club
Billy Thomson a commencé sa carrière professionnelle en 1975 au Partick Thistle.
Étant la doublure d'Alan Rough le gardien titulaire du club et de l'équipe d'Écosse, Il n'y a joué qu'une seule rencontre.
En août 1978, il signe pour St. Mirren. Il y sera le gardien titulaire jusqu'en 1984. Avec ce club, il joue la Coupe UEFA 1980-1981. Billy Thomson se fait remarquer par plusieurs bons arrêts contre l'AS Saint-Étienne mais son club est éliminé au deuxième tour de la compétition.
Il signe ensuite pour Dundee United en 1984. Souvent la doublure de Hamish McAlpine pour sa première saison, il devient titulaire lorsque celui-ci se blessera en octobre 1985.
Avec Dundee United, il arrive en finale de la Coupe UEFA 1986-1987. Il est le titulaire pour les deux rencontres de la finale. Après cinq minutes lors du premier match il est blessé juste derrière son oreille gauche à cause d'un plongeon dans les pieds et a eu besoin de cinq points de suture. Malgré cette blessure il continuera la rencontre.
Finale perdue par Dundee United contre IFK Göteborg (défaite 1 à 0 à Göteborg et match nul 1 partout à Dundee).
Cette même saison, Billy Thomson perd également la finale de la coupe d'Écosse contre son ancien club Saint Mirren FC.
En 1988, Dundee United perd encore la finale de la Coupe d'Écosse contre le Celtic FC.
En 1991, Billy Thomson perd sa place de titulaire au profil d'Alan Main et ne participera pas à une nouvelle défaite de son club en finale de la coupe d'Écosse.

### En sélection
Billy Thomson fait ses débuts internationaux pour l'Écosse contre l'Irlande du Nord à Belfast, le 16 mai 1980. L'Écosse s'incline sur le score de 1 à 0.
Il participe ensuite à deux matchs des éliminatoires de la Coupe du monde 1982, mais ne se voit pas sélectionné pour la phase finale par le sélectionneur Jock Stein.
Après la Coupe du monde, Jim Leighton devient un titulaire régulier de la sélection écossaise, et Billy Thomson ne reçoit alors plus que trois sélections, dont sa dernière lors d'un match de qualification pour l'Euro 1984 contre l'Allemagne de l'Est en novembre 1983, où l'Écosse s'incline par 2 à 1.

## Palmarès
- Vainqueur de la Coupe anglo-écossaise en 1980 avec St. Mirren.
- Finaliste de la Coupe UEFA en 1987 avec Dundee United.
- Finaliste de la Coupe d'Écosse en 1987, 1988 et 1991 avec Dundee United.